# Stefaan Van Brabandt
Stefaan Van Brabandt (Gent, 22 februari 1979) is een Belgische filosoof, (toneel)schrijver, regisseur, acteur en singer-songwriter die woont en werkt in Antwerpen. 
Hij is de laatste jaren vooral bekend omwille van zijn "filosofen-theater": zo schreef en regisseerde hij de toneelstukken SOCRATES (gespeeld door Bruno Vanden Broecke), MARX (gespeeld door Johan Heldenbergh, in Nederland door Frank Lammers), SPINOZA (gespeeld door Han Kerckhoffs), SARTRE & DE BEAUVOIR (gespeeld door Sien Eggers en Frank Focketyn) en SCHOPENHAUER (gespeeld door Damiaan De Schrijver).

## Situering
Van Brabandt groeide op in Oudenaarde. Hij volgde een muziek- en toneelopleiding aan de Studio Herman Teirlinck (Kleinkunst) te Antwerpen, waar hij in 2001 afstudeerde.
Nadien ging hij Filosofie studeren aan de Universiteit Antwerpen, waar hij magna cum laude zijn diploma van Master in de Wijsbegeerte behaalde.

## Activiteiten

### Boek
In 2014 verschijnt zijn boek "Het Voordeel van de Twijfel (hoe filosofie je leven kan veranderen)" (2014, Borgerhoff & Lamberigts). Het boek is een verdiepende aanvulling op de 8-delige filosofische televisie-reeks "Het Voordeel van de Twijfel" (Canvas) die Van Brabandt in 2014 samen met de Nederlandse documentaire-maker Bram van Splunteren maakt. Het boek kent 11 herdrukken.

### Tv & film
In 2010-2011 werkt Van Brabandt voor de Nederlandse omroep VPRO: samen met Theo Maassen en Wim Helsen schrijft en speelt hij mee in de zesdelige experimentele fictie-reeks 'Geen Probleem' (VPRO, 2011), geregisseerd door Norbert ter Hall. De reeks wordt ook in België uitgezonden op Canvas.
Hij speelt in de loop der jaren diverse gastrollen in films (onder andere Small Gods (Dimitri Karakatsanis), Los en Zot van A. van Jan Verheyen) en diverse televisieseries (Zone Stad, Team Spirit, Witse, Flikken, Jes, Quiz Me Quick, Cordon, Amateurs, Cordon II, ...). In 2006 had hij ook een kleine bijrol in aflevering 7 van de tv-serie Willy's en Marjetten als 'de plezantste van bij ons in het dorp'.
Opvallend is zijn verschijning in de rol van superfan van Bart De Pauw in Het Geslacht De Pauw (één, Woestijnvis), en als boekensamenvatter in het boekenprogramma Alles Uit De Kast (één, Woestijnvis).
Hij werkt in 2008 ook korte tijd als programmamaker voor het productiehuis Woestijnvis.
Voor Canvas maakt hij vanaf begin december 2014 een achtdelige reeks over het belang van filosofie in het dagelijkse leven onder de noemer van Het voordeel van de twijfel. Deze filosofie-reeks werd tweemaal heruitgezonden op Canvas.
In 2019 maken de acteurs Bruno Vanden Broecke, Matteo Simoni en Ruth Beeckmans de film Trio op basis van het toneelstuk "Hechten" dat Van Brabandt in opdracht van hen in 2016 schreef.
Met een door de acteurs bewerkte versie van dit stuk volgt in 2016 en 2017 een tournee door Vlaanderen.
De acteurs bewerken deze tekst verder tot een filmscript en realiseerden in 2019 de film Trio.

### Theater
Van 2001 tot 2010 was Van Brabandt als theatermaker/toneelschrijver en acteur verbonden aan het theatergezelschap Compagnie De Koe van Peter Van den Eede. Hij schrijft en speelt mee in Van Alles naar Allen (2001-2002), De Miserie van de jonge Werthers (2003), Quarantaine (2005), De Wet van Engel (2006), Utopie van het Atoom (2007), Laat op de avond na een korte wandeling (2008-2009) en De Wederopbouw van het Westen (2010) (in deze laatste voorstelling speelt hij niet mee).
Daarnaast schrijft hij in opdracht van andere gezelschappen de theaterstukken Voorbij de liefde (2007) en Rendez-vous in Kortrijk (2008).
In 2008 regisseert hij de voorstelling 'Stockholm' bij het gezelschap ZieDuif, dat hiermee de Theaterprijs op Theater aan Zee (TAZ) editie 2008 won.
In 2013 is hij als co-schrijver en eindregisseur betrokken bij de voorstelling "De Bloem van de Natie brengt u in vervoering" van het Nederlandse theatercollectief De Bloem van de Natie.
In 2015 richt Van Brabandt De Verwondering op. Onder die vlag maakt hij filosofisch theater.
De monoloog SOCRATES (gespeeld door Bruno Vanden Broecke) is de eerste van een door Van Brabandt geschreven en geregisseerde reeks over grote filosofen.
In 2018 volgt de tweede filosofen-monoloog: MARX, gespeeld door Johan Heldenbergh. In Nederland wordt MARX vertolkt door Frank Lammers.
Ook in 2018 schrijft hij het theaterstuk "De Mooiste Tijd Van Ons Leven", dat gespeeld wordt door Maarten Westra Hoekzema en Wannes Cappelle op de Zomer van Antwerpen en op Theater aan Zee in Oostende.
In 2019 maakte hij in opdracht van Het Zuidelijk Toneel de monoloog SPINOZA, gespeeld door de Nederlandse acteur Han Kerckhoffs.
In 2016 schrijft hij het toneelstuk 'HECHTEN' dat in een door de acteurs Bruno Vanden Broecke, Matteo Simoni en Ruth Beeckmans bewerkte versie wordt opgevoerd. Op basis van dit toneelstuk maken de acteurs de film TRIO, die in 2019 in de bioscopen loopt.
In 2022 schrijft en regisseert hij SARTRE & DE BEAUVOIR, gespeeld door Sien Eggers en Frank Focketyn.
In 2024 schrijft en regisseert hij in opdracht van LAZARUS/ARSENAAL de dialoog DE MISKENDEN, gespeeld door Greg Timmermans en Günther Lesage.
Ook in 2024 schrijft en regisseert hij SCHOPENHAUER, gespeeld door Damiaan De Schrijver.
Zijn theaterwerk is vaak melancholisch, humoristisch en filosofisch van inslag.

### Muziek
In 2007 verschijnt z'n debuut-cd Het is niets (uitgebracht door LC Music i.s.m. het eigen label van Van Brabandt: "Een Grote Platenfirma"). Deze CD bevat 13 eigen Nederlandstalige liedjes, waarvan de singles "Ze toont me haar dorp", "Het is niets", "Eelt op mijn hart" en "Lieve, oude wereld" de bekendste nummers zijn. Aan "Het is niets" werken drie producers: Laurens Duerinck (die de meeste nummers voor zijn rekening nam), Tom Pintens en Helder Deploige. In 2008-2009 volgt een concert-tournee langs culturele centra onder de titel "Eindelijk alleen". Vaste muzikanten zijn Laurens Duerinck (bas) en Alfredo Bravo (drums). Loesje Maieu (bekend van Blackie & The Oohoos) doet de backings.

### Varia
Sinds 2006 is Van Brabandt occassioneel gastdocent Drama aan de Fontys Hogeschool voor de Kunsten (Tilburg), aan het Herman Teirlinck Instituut te Antwerpen, aan het Conservatorium Gent (afdeling Drama), en aan het Lemmensinstituut te Leuven.
- International Standard Name Identifier: 0000 0003 9107 4453
- MusicBrainz: 9d23ab81-7a4a-40c1-a254-44f8d21453dd
- Nederlandse Thesaurus van Auteursnamen: 339139544
- Virtual International Authority File: 284860861
- WorldCat: E39PBJrCcTd3gWWgTTkR7HkMT3